# Franska 3
Franska 3 är en kurs för gymnasieskolan och vuxenutbildningen i Sverige enligt Gy 2011. Den bygger på grundskolans franskundervisning och omfattar 100 gymnasiepoäng.
Kursen föregår Franska 4 och kommer enligt Gy 2025 att ersättas med en ny läroplan från den 30 juni 2025.